# اسلوب معادله
اُسلوبِ مُعادله یکی از آرایه‌های ادبی است که اساس آن برگرفته از آرایه تمثیل است.
«اسلوب معادله» به معنای هم‌ارزگویی است، به این صورت که در یک مصرع نکته‌ای اخلاقی و پندی مطرح می‌شود و در مصرع دیگر برای همان نکته، مثالی آورده می‌شود. معمولاً در این بیت‌ها، مصرع اول حاوی پیام و نکته‌ای است و مصرع دوم مثالی است که همان نکته را تأیید می‌کند.
در استفاده از این آرایه، شاعر موضوع و مثالش را به‌طور جداگانه‌ای در یک مصراع مستقل جای دهد و امکان جابه‌جایی دو مصراع بدون برهم ریختن استقلال دستوری دو مصراع وجود دارد.
در اسلوب معادله هریک از دو مصراع استقلال معنایی دارند به گونه ای که یکی از طرفین معادل و مصداقی برای تایید مفهوم طرف دیگر است.
مثال : 
نشاط غربت از دل کی برد حب وطن بیرون
به تخت مصرم اما جای در بیت الحزن دارم
صائب تبریزی

## تعریف آرایه تمثیل
آرایهٔ تمثیل (همسان‌آوری) یعنی آوردن یک نمونه یا مثال آشنا و پذیرفته‌شده برای کمک به فهماندن یا تأیید حرف شاعر. این مثال معمولاً چیزی است که مردم آن را می‌دانند یا قبلاً تجربه کرده‌اند. در واقع، شاعر با استفاده از یک تشبیه کلی و ملموس، حرف خودش را قوی‌تر بیان می‌کند.
فرق تمثیل با مثل:
اگر شاعر یک مثل معروف را با بیانی تازه بیاورد و در آن آفرینش و نوآوری باشد، به آن تمثیل می‌گویند.
اما اگر همان مثل را بدون تغییر و همان‌طور که هست در شعر بیاورد، اسمش مثل یا ارسال‌المثل است.
نمونه‌ها:
حافظ:
«هر کسی آن دِرَوَد عاقبت کار که کشت»
اینجا حافظ با بیانی تازه همان مثل معروف «هر که بذر نیکی بکارد، پاداشش را می‌گیرد» را گفته که نمونه‌ای از تمثیل است.
مولانا:
«زیره را من سوی کرمان آورم»
در این بیت، مولانا عین مثل «زیره به کرمان بردن» را بدون تغییر آورده و این ارسال‌المثل است.

## نوع ارتباط اسلوب معادله با تمثیل
اسلوب معادله یا هم‌ارزگویی، یک آرایهٔ ادبی خاص است که شباهت‌هایی با تمثیل و مثل دارد، اما ساختار مشخص‌تری دارد. نخستین بار  شفیعی کدکنی دست به تعریف آن به شکل مجزا و با ویژگی‌هایی دقیق‌تر در کتاب «شاعر آیینه‌ها» خود می‌زند.
در اسلوب معادله، هر دو مصرع شعر کاملاً مستقل از هم هستند؛ یعنی:
- از نظر دستوری (نحوی) به هم وصل نیستند،
- هیچ واژهٔ ربط، شرط یا نشانهٔ معنایی آن‌ها را به هم وصل نمی‌کند،
- هر مصرع می‌تواند به‌تنهایی معنا داشته باشد و حتی جای دو مصرع را می‌توان عوض کرد.

فرقش با تمثیل:
هر اسلوب معادله‌ای، تمثیل هم هست، ولی هر تمثیلی، اسلوب معادله نیست.
چون در تمثیل معمولاً دو بخش شعر به هم مربوط‌اند (یکی مثل است، یکی مقصود شاعر)، اما در اسلوب معادله دو مصرع هیچ‌گونه پیوند نحوی یا معنایی آشکاری با هم ندارند.
یک نشانهٔ کمکی:
گاهی می‌توان بین دو مصرع عبارت «همان‌طور که...» یا علامت مساوی (=) گذاشت، ولی این فقط یک نشانهٔ احتمالی است، نه شرط قطعی.
نمونه:
مولانا می‌گوید:
فزود آتش من آب را، خبر ببرید
اسیر می‌بردم، غم ز کافرم بخرید
در این بیت، هر مصرع یک جملهٔ مستقل است. نه حرف ربطی بین آن‌ها هست، نه یکی دلیل یا نتیجهٔ دیگری است. این نمونه‌ای از اسلوب معادله است.

## پیشینه استفاده از تمثیل و اسلوب معادله
پیشینه بهره‌گیری از آرایه تمثیل و به تبع آن اسلوب معادله به اشعار سعدی شاعر پر آوازه سده هفتم ایران‌زمین و یکی دیگر از افراد اهل ادب هم دوران خود یعنی شمس قیس رازی برمی‌گردد. البته در اشعار سنایی شاعر پرآوازه سده ششمی نیز رگه‌هایی از تمثیل و اسلوب معادله به چشم می‌خورد. اینان به سبب تفحّص و پژوهش‌هایی که در علوم بلاغی عربی و ذیل مبحث تشبیه ضمنی داشته‌اند، کم‌کم به سوی سرودن اشعاری با شیوه تمثیلی روی می‌آورند و این سبک شاعری که در نزد بزرگان ادب آن دوران به «مثل و مدعا مثل» نیــز خوانده می‌شده را در ادبیات فارسی پایه‌ریزی می‌کنند. سعدی با تکیه بر ذهن پویا و استدلال‌گرش بسیار از این روش برای اثبات حرف و شعر خود سود می‌برد و این شیوه سرایش شعر را به‌طور جدی و با شیفتگی خاصی در ادب فارسی رواج می‌دهد و زبان منطقی و برهان‌آور او، اشعارش را مجاب به مثل و مدعا مثل شدن می‌کند و هر مصرع برای دیگر مصرع بیت، به دنبال دلیل و نشانی می‌رود.
شفیعی کدکنی، در کتاب «شاعر آیینه‌ها» این روش و رویکرد سعدی در شعر را بر گرفته از متنبی، شاعر و ادیب نامدار عرب قرن چهارم هجری قمری می‌داند. البته در این میان سنایی نسبت به دو ادیب دیگر کمتر با متنبی آشنایی داشته ولی به هرحال روند استفاده از تمثیل در ابیات و غزلیات خاستگاهی کهن‌تر در زبان و شعر عرب داشته‌است.
در اشعار خیـــّام، مولانا، رودکی و خاقانی نیز اشارات و نمونه‌هایی برای آرایه تمثیل به چشم می‌رسد ولی در غالب اوقات نمی‌توان خیلی از آن‌ها را در زمره اسلوب معادله آورد.

### سعدی و اسلوب معادله[۲]
| تا رنج تـحّمل نکنی گنج نبینی          |  | تا شب نرود صبح پدیدار نباشد          |
| فریاد می‌دارد رقیب از دست مشـتاقان او |  | آواز مطرب در سرا زحمت بود بوّاب را    |
| چشم عاشق نتوان بست که معشوق نبیند    |  | پای بلبل نتوان بست که بر گل نسراید   |
| صاحب‌نظر نباشد در بند نیک‌نامی         |  | خاصـّـان خبر ندارند از گفتگوی عـــامّی |
| دل من نه مرد آن است که با غمش برآید  |  | مگسی کجا تواند که بیفکند عقابی       |
| این حدیث از سر دردی است که من می‌گویم |  | تا بر آتش ننهی، بوی نیاید ز عبیر     |
| سعدی حجاب نیست، تو آیینه پاک دار     |  | زنــگار خورده چون بنماید جمال دوست؟  |
|                                      |  | سعدی                                 |

### سنایی و اسلوب معادله[۳]
| خواجه گر مردی زین نکته برون آی و مپای    |  | صوفی صافی در خدمت دهقان نشود            |
| گر تو رنگ آوری و طیره شوی غم نخورم       |  | سنگ اگر لعل شود جز به بدخشان نشود       |
| خانه سودا ویران کن و آسان بنشین          |  | حامل عاقل با زیره به کرمان نشود         |
| کار هر موری نباشد با سلیمان گفتگو        |  | یار هر سگبان نباشد رازدار پادشاه        |
| ارزد اندر شب ز بهر شاهدی شمعی به جان     |  | یوسفی شاید زلیخا را به صد گوهر بها      |
| ز حسی دان نه از عقلی اگر در خود بدی یابی |  | ز هیزم دان نه از آتش اگر دروی دخان بینی |
| کی توان گفت سرّ عشق به عقل                |  | کی توان سُفت سنگ خاره به خار             |
|                                          |  | سنایی                                   |

### حافظ و اسلوب معادله
در غزلیات حافظ نیز این رویکرد باز خودنمایی می‌کند ولی در اکثر اوقات با تقسیم‌بندی که امروزه میان تمثیل و اسلوب معادله قائل می‌شویم، کمتر می‌توان بیتی به عنوان شاهد تمام‌عیار اسلوب معادله در غزلیات حافظ پیدا کرد. بیت زیر یکی از آن‌هاست:
| مکن به نامه‌سیــاهی ملامت من مست |  | که آگــه است که تقدیر بر سرش چه نوشت؟ |
|                                 |  | حافظ                                  |

ز عشق ناتمام ما جمال یار مستغنی است/
به آب و رنگ و خال و خط چه حاجت روی زیبا را

### اسلوب معادله وسبک هندی
از سده دهم به بعد و به خصوص در عصر صفویان شعر فارسی با شاعرانی پیرو سبکی با نام سبک هندی یا سبک اصفهانی، استفاده از آرایه تمثیل و اسلوب معادله را به اوج خود می‌رساند. در هر صفحه از آثار و دیوان اشعار شاعرانی چون عبدالقادر بیدل دهلوی، صائب تبریزی، زیب‌النسا، حزین لاهیجی و کلیم کاشانی، بیت‌های زیادی را می‌توان یافت که نماینده تمام عیار آرایه اسلوب معادله هستند. در زیر تعدادی از ابیات این شعرا را ملاحظه می‌کنید.
| اظهار عجز پیش ستم‌پیشگان خطاست        |  | اشک کباب، باعث طغیان آتش است           |
| آدمی پیر چو شد حرص جوان می‌گردد       |  | خواب در وقت سحرگاه گران می‌گردد         |
| مهر خاموشی حصاری شد ز کج‌فهمان مرا    |  | ماهی لب‌بسته را اندیشه از قلّاب نیست     |
| در حقیقت تنگ‌دستی مایه دیوانگی است    |  | در چمن بید از غم بی‌حاصلی مجنون شود     |
| در جیب غنچه، بوی بهار است و رنگ هم   |  | بی‌فیض نیست گوشه گل‌های تنگ هم           |
| گذشتم از سر دنیای دون، آسوده گردیدم  |  | به سیم قلب از اخوان خریدم ماه کنعان را |
| ظلمت ما را فروغ نور وحدت جاذب است    |  | سایه از خود می‌رود آخر به طرف آفتاب     |
| انتــظار فیض عشق از خامی خود می‌کشم   |  | چوب تر را سعی آتش دیــر روشن می‌کند     |
| ریشه نخل کهن از جوان افزون‌تر است     |  | بیشتر دل‌بستگی باشد به دنیا پیــر را    |
| ناقصان را بیدل، آسان نیست تعلیم کمال |  | تا دمد یک‌دانه چندین آبرو ریزد سحاب     |
| سرکــشان را فکند تیغ مکافات ز پای    |  | شعله را زود نشانند به خاکستر خویش      |
| آفت هوش اسیران، برق دیدار است و بس   |  | می‌زند رنگ گل، آتش در بنای عندلیب       |